# جواو ألفيس فيلهو
جواو ألفيس فيلهو هو مهندس وسياسي برازيلي، ولد في 3 يوليو 1941 في أراكاجو في البرازيل، وتوفي في 24 نوفمبر 2020 في برازيليا في البرازيل بسبب مرض فيروس كورونا 2019. نشط حزبياً في حزب الديمقراطيين ‏.